# Oïda absoluta
L'oïda absoluta es refereix a l'habilitat d'identificar una nota pel seu nom sense l'ajuda d'una nota referencial, o ser capaç de produir exactament una nota sol·licitada (cantant) sense cap referència. L'oïda absoluta es pot demostrar mitjançant l'etiquetatge ("anomenar" la nota), associant imatges mentals o respostes sensoriomotores amb la nota.
És l'habilitat per la qual s'identifica amb major o menor exactitud el nom convencional (la nota) corresponent a una freqüència sentida. La proporció de persones amb oïda absoluta en la població general és desconeguda. S'estima una proporció d'1 cas per cada 10.000 habitants, però aquesta afirmació no està evidenciada. Un estudi de l'any 2019 ha demostrat una prevalença del 4% en estudiants de música.
Generalment, l'oïda absoluta implica algunes de les següents habilitats:
- Identificar mitjançant la nomenclatura musical (ex: Mi, Do#, La, Sol), diferents tons individuals tocats amb diversos instruments (oïda absoluta passiva).
- Reproduir acuradament el so d'una nota específica (exemple: cantar un La) sense una nota de referència (oïda absoluta activa).Wolfgang Amadeus Mozart, posseïa oïda absoluta[7]

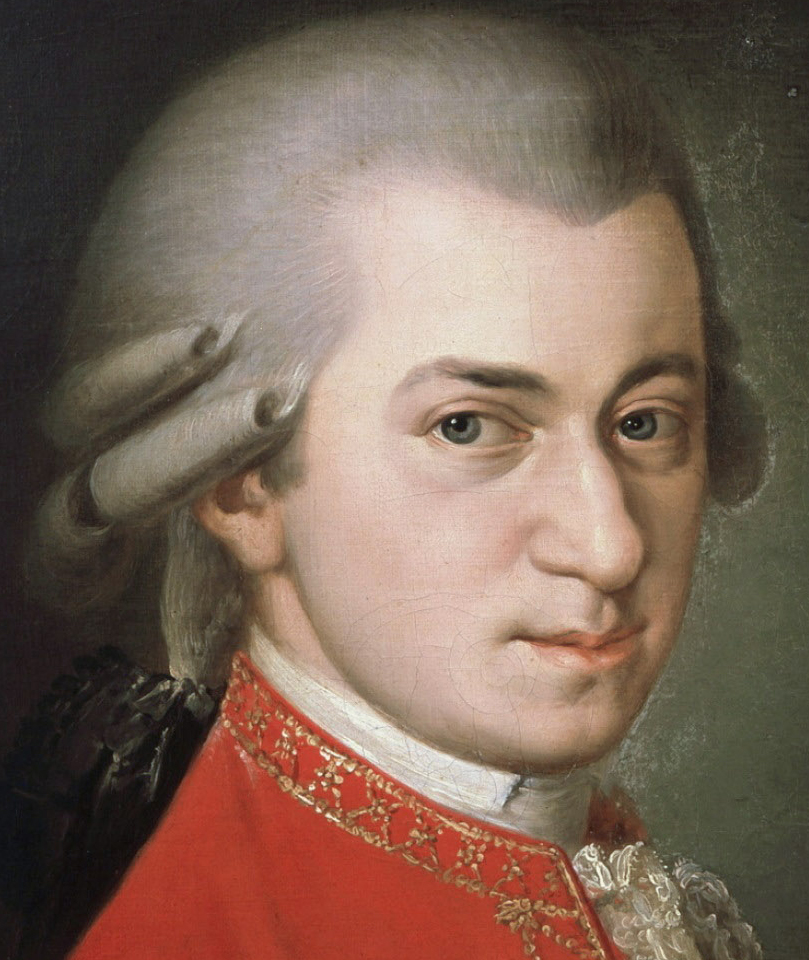
Wolfgang Amadeus Mozart, posseïa oïda absoluta

- Identificar el to general d'una peça musical.
- Identificar el nom de totes les notes d'un acord. (Exemple: acord de Fa#m7; Fa#, La, Do#, Mi).
- Anomenar les notes dels sons quotidians més habituals (exemple: la sirena d'una ambulància, que sona en Sol-Si).

Les persones poden tenir oïda absoluta juntament amb l'habilitat de l'oïda relativa, ambdues treballen juntes en l'escolta musical i la pràctica, però les estratègies utilitzades en cada habilitat varien.
En el món de la pedagogia musical és sabut que l'oida absoluta pot suposar nombrosos avantatges per a persones que estudien música. La capacitat d'identificar les notes i tonalitats de les peces musicals és un clar facilitador pel reconeixement auditiu i conseqüentment per a l'aprenentatge musical. De fet, se sap que cèlebres músics i compositors com ara Johann Sebastian Bach, Wolfgang Amadeus Mozart, Freddie Mercury o Stevie Wonder posseïen l'habilitat de l'oïda absoluta, d'aquí les seves històriques contribucions a la música. Per altra banda, cal esmentar que l'oïda absoluta pot arribar a tenir alguns inconvenients que podrien aparèixer a l'hora de voler gaudir de la música en la seva globalitat.
Els adults que tenen oïda relativa, però encara no han desenvolupat l'oïda absoluta, poden aprendre "oïda pseudoabsoluta" i adquirir l'habilitat d'identificar notes d'una manera que es pot arribar a confondre amb l'oïda absoluta. Algunes persones que s'entrenen a anomenar les notes, adquireixen l'habilitat d'identificar les 12 notes de l'escala musical amb una precisió del 90% o per sobre. Tot i això, aquest tipus d'entrenament d'oïda requereix motivació, temps i esforç considerables, i sense una pràctica i un reforç constant no es reté adequadament.

## Classificació
L'oïda absoluta es pot classificar en tres tipus diferenciats:
1. Oïda absoluta activa: Capacitat per reconèixer un so i identificar-lo correctament com a nota musical, sense la necessitat de tenir una nota de referència i a més, entonar-lo i repetir-lo correctament amb la pròpia veu. Normalment aquesta habilitat s'adquireix en el moment en el moment de màxim desenvolupament cognitiu i d'aprenentatge del cervell, entre els 3 i els 7 anys aproximadament.
2. Oïda absoluta passiva: Capacitat de reconèixer un so i identificar-lo correctament com a nota musical, sense necessitat de tenir una nota de referència. La persona no sap entonar correctament el so. Aquesta és poc freqüent entre les persones [1:10.000]
3. Oïda relativa: Capacitat de reconèixer un so i identificar-lo com una nota musical, però amb l'ajuda d'una referència prèvia, per exemple amb el "La" de diapasó. A més, es pot parlar de l'oïda relativa altament desenvolupada, aquesta és la pròpia de les persones que tenen la capacitat d'interioritzar la nota "La" de tal forma que poden arribar a ser tan precisos com una persona amb oïda absoluta.

## Hipòtesis relatives als mecanismes de l'oïda absoluta

### Hipòtesi de la discriminació local
Aquesta hipòtesi tracta la possibilitat que l'oïda absoluta no sigui el resultat d'una discriminació superior al llarg de tot l'espectre de freqüències, sinó d'una sensibilitat molt aguda en algunes zones específiques. Aquesta aptitud podria obtenir-se de dues maneres. La primera s'explicaria amb l'herència, a través la qual s'adquiriria una distribució d'analitzadors de freqüència major de la qual és habitual, provocant així una millor percepció d'aquestes freqüències. Això mostraria "pics" en les seves funcions de discriminació, amb les quals les persones amb oïda absoluta aprendrien a descriure amb els noms de les notes musicals. La segona possibilitat és que aquests "pics" en la discriminació siguin resultat d'un aprenentatge previ, per la qual cosa, les persones amb oïda absoluta tindrien la capacitat de produir unes "etiquetes" verbals úniques per a cada freqüència de so.

### Hipòtesi de l'estàndard intern
Segons aquesta hipòtesi, els subjectes amb oïda absoluta son capaços d'identificar notes musicals gràcies al fet que realitzen una comparació amb els seus estàndards interns. Aquests sons els servirien als subjectes com a notes de referència, i es creu que haurien sigut adquirits com a resultat de l'experiència i del contacte continuat amb la música. Categoritzant la seva percepció dels estímuls respecte a aquests estàndards interns, els subjectes amb oïda absoluta millorarien la seva execució, com ho fan els subjectes amb oïda relativa quan se'ls ofereix la nota referencial.

## Estudis científics

### Diferències cognitives
El cervell discrimina i identifica els sons que li arriben a través de l'aparell auditiu. Aquests sons, els podem interpretar com a pertanyents al llenguatge musical, representant-los gràficament mitjançant el que anomenem figures musicals. Aquestes figures musicals les podem interpretar amb la veu i els instruments.
El sistema auditiu d'una persona amb oïda absoluta no sembla mostrar diferències, ni físiques ni funcionals, respecte al d'un oient sense oïda absoluta. Més aviat, "reflecteix una capacitat particular d'analitzar la informació de freqüència, que implica un processament cortical d'un alt nivell".
L’oïda absoluta és una funció cognitiva, que necessita memòria de la freqüència, una etiqueta per la freqüència (exemple: Si bemoll) i l’orientació al rang comú del qual es considera una nota. Pot ser directament anàleg al reconeixement de colors, fonemes (sons de la parla), o qualsevol altra percepció categòrica d'estímuls sensorials. De la mateixa manera que la majoria de gent ha après a reconèixer i anomenar el color blau pel rang de freqüències de la radiació electromagnètica que es percep com a llum, és possible que aquelles persones que han estat exposades des de petites a notes musicals juntes, siguin més capaces d’identificar, per exemple el Do.
Encara que es consideri que l’oïda absoluta no és més que una capacitat humana que s’expressa parcialment segons el nivell i tipus d’exposició a la música que una persona ha experimentat en una cultura determinada, es creu que pot tenir contribucions de variacions genètiques, possiblement d’un tret genètic autosòmic dominant.

### Regions cerebrals implicades
El neurocientífic Stefan Elmar, de la Universitat de Zurich, ha demostrat que quan el cervell està en estat de repòs (estat latent), la part esquerra del còrtex auditiu i la part esquerra del còrtex frontal dorsal estan funcionalment connectades. En el cas de les persones amb oïda absoluta, l'activitat neurofisiològica del còrtex frontal dorsal (encarregat de la memòria) i de l'auditiu (encarregat de la percepció auditiva) està altament sincronitzada. Això demostra que entre les dues regions corticals hi ha una connexió funcional molt estreta.
Stefan Elmar diu que "Aquesta connexió permet un intercanvi d'informació especialment eficient entre el còrtex auditiu i el còrtex frontal dorsal en les persones amb oïda absoluta, el que significa que la informació de la percepció auditiva i de la memòria s'intercanvia amb rapidesa i eficàcia".

## Pertorbacions de l'oïda absoluta
La relació entre la freqüència i el to dels subjectes amb oïda absoluta i aquells que no en tenen s'estableix en la infància i no es pot canviar. Si els processos neurofisiològics o hidromecànics s'alteren en una àrea específica de l'oïda, el to dels sons que s'escoltin canviarà i parlarem de paracúsia musical. La paracúsia musical és crònica, és a dir, les persones que la pateixen no podran recuperar mai més les seves capacitats. Una persona amb paracúsia, amb el pas dels anys, començarà a percebre les notes un semitò més agut que el to real i a poc a poc això anirà empitjorarant, ja que les notes o tonalitats s'aniran identificant cada vegada uns semitons més aguts. Aquest canvi en el reconeixement del to empitjora amb l'edat, això és degut al fet que la membrana basal perd elasticitat en els últims anys, provocant que la part de la membrana que originalment estava associada amb la nota, ara respongui a un to erroni (en un semitò o dos més baixos com a màxim). Cal apuntar que la responsabilitat dels canvis en el reconeixement del to, es podria associar també a canvis bioquímics que afectin mecanismes coclears, més que a canvis físics.